# The Spaghetti Incident?
"The Spaghetti Incident?" (с англ. — «"Инцидент со Спагетти?"») — пятый студийный альбом американской хард-рок-группы Guns N’ Roses, выпущенный компанией Geffen 23 ноября 1993 года. Уникальность альбома для группы в том, что он полностью состоит из кавер-версий песен различных панк- и глэм-роковых ансамблей начала 70-х — середины 80-х годов. Единственный альбом с участием ритм-гитариста Гилби Кларка, а также последний с участием гитариста Слэша, басиста Даффа Маккагана и барабанщика Мэтта Сорума.

## Об альбоме
Многие треки были записаны с оригинальным гитаристом Guns N’ Roses Иззи Стрэдлином во время сессий записи альбомов Use Your Illusion I и Use Your Illusion II. Они были предназначены для комбинированного альбома Use Your Illusion , который должен был включать три или четыре диска вместо двух.
Название альбома — «шутка для посвящённых». Однажды между Экслом Роузом и Стивеном Адлером произошла «битва едой» (англ. food fight), в которой использовались итальянские макароны. Во время судебного процесса, связанного с уходом Адлера из группы в 1993 году, адвокат Стивена активно пытался эксплуатировать этот случай, называя его «инцидентом со спагетти». Значение названия объяснил в интервью Much Music в 1994 году барабанщик Мэтт Сорум, впоследствии Слэш подтвердил эту версию в автобиографии.
В видео «Making of Estranged» можно наблюдать разговор между Роузом, Слэшем и дизайнером обложки альбома, в ходе которого становится ясно, что правильное написание заглавия диска именно таково — с кавычками и вопросительным знаком.

## Список композиций
| №  | Название                                                              | Автор(ы)                                                                                         | Оригинальный исполнитель | Длительность |
| -- | --------------------------------------------------------------------- | ------------------------------------------------------------------------------------------------ | ------------------------ | ------------ |
| 1. | «Since I Don't Have You» (с англ. — «С тех пор, как у меня тебя нет») | Джозеф Рок, Джеймс Бомонт, Джеки Тейлор, Джанет Фогель, Джо Вершарен, Ленни Мартин, Уолли Лестер | The Skyliners            | 4:20         |
| 2. | «New Rose» (с англ. — «Новая роза»)                                   | Брайан Джеймс                                                                                    | The Damned               | 2:38         |
| 3. | «Down on the Farm» (с англ. — «Внизу, на ферме»)                      | Элвин Гиббс, Чарли Харпер, Николас Гарратт                                                       | U.K. Subs                | 3:29         |
| 4. | «Human Being» (с англ. — «Человеческое существо»)                     | Джонни Сандерс, Дэвид Йохансен                                                                   | New York Dolls           | 6:48         |
| 5. | «Raw Power» (с англ. — «Грубая сила»)                                 | Игги Поп, Джеймс Уильямсон                                                                       | The Stooges              | 3:12         |
| 6. | «Ain't It Fun» (с англ. — «Разве это не весело»)                      | Чита Хром, Питер Лафнер                                                                          | Dead Boys                | 5:06         |

| №                   | Название                                                                                 | Автор(ы)                                               | Оригинальный исполнитель | Длительность |
| ------------------- | ---------------------------------------------------------------------------------------- | ------------------------------------------------------ | ------------------------ | ------------ |
| 7.                  | «Buick Makane (Big Dumb Sex)» (с англ. — «Бьюик Макейн (Большой тупой секс)»)            | Марк Болан/Крис Корнелл                                | T. Rex/Soundgarden       | 2:40         |
| 8.                  | «Hair of the Dog» (с англ. — «Собачья шерсть»)                                           | Дэн Маккаферти, Питер Эгнью, Мэнни Чарлтон, Дэрел Свит | Nazareth                 | 3:55         |
| 9.                  | «Attitude» (с англ. — «Отношение»)                                                       | Гленн Данциг                                           | Misfits                  | 1:27         |
| 10.                 | «Black Leather» (с англ. — «Чёрная кожа»)                                                | Стив Джонс                                             | The Professionals        | 4:09         |
| 11.                 | «You Can’t Put Your Arms Around a Memory» (с англ. — «Ты не можешь обнять воспоминание») | Джонни Сандерс                                         | Джонни Сандерс           | 3:35         |
| 12.                 | «I Don't Care About You» (с англ. — «Мне плевать на тебя»)                               | Ли Винг                                                | Fear                     | 2:17         |
| 13.                 | «Look at Your Game, Girl» (Скрытый трек, с англ. — «Посмотри на свою игру, девочка»)     | Чарльз Мэнсон                                          | Чарльз Мэнсон            | 2:34         |
| Общая длительность: | Общая длительность:                                                                      | Общая длительность:                                    | Общая длительность:      | 46:10        |

## Участники записи
Адаптированно из примечаний на обложке альбома
| Guns N' Roses - Эксл Роуз — вокал (все песни, кроме 2, 9 и 11), клавишные (1), казу (4) - Слэш — соло- и ритм-гитары (все песни, кроме 11 и 13), вокал (7), бэк-вокал (9 и 12) - Дафф Маккаган — бас-гитара (все песни, кроме 13), акустическая гитара (11), ударные (11), вокал (2, 5, 9 и 11), бэк-вокал (11) - Мэтт Сорум — ударные (все песни, кроме 11 и 13), перкуссия (8), бэк-вокал (9) - Диззи Рид — пианино (1), клавишные (4, 5 и 8), перкуссия (13), бэк-вокал (11) - Гилби Кларк — ритм-гитара (все песни, кроме 6, 11 и 13) - Иззи Стрэдлин — ритм-гитара (не указан) | Дополнительный персонал - Майкл Монро — вокал (6) - Майк Стаггс — дополнительная гитара (6) - Майк Фазано — перкуссия (8) - Ричард Дугэй — соло- и ритм-гитары (11) - Эдди Хьюлетц — бэк-вокал (11) - Рикки Рахтман — бэк-вокал (12) - Стюарт Бейли — бэк-вокал (12) - Блейк Стэнтон — бэк-вокал (12) - Эрик Миллс — бэк-вокал (12) - Фудулея Джордж — бэк-вокал (12) (не указан) - Карлос Буй — акустическая гитара (13) |

| Производство - Майк Клинк — продюсер (все песни, кроме 1 и 11) - Guns N’ Roses — продюсер (все песни, кроме 11) - Дафф Маккаган — продюсер (11) - Джим Митчелл — продюсер (11), звукорежиссёр (11) - Билл Прайс — сведение - Джордж Марино — мастеринг - Дуг Голдстейн — менеджмент - Ассистенты звукорежиссёра на "You Can't Put Your Arms Around a Memory": Эд Гудро, Джон Агуто, Крейг Брок, Аллен Абрахамсон, Шон Берман - Техники: Адам Дэй, Фил Даннеман, Тимми Дойл, Майк Фазано, Майк Мэйью, Том Мэйью - A&R менеджеры: Том Зутаут, Сюзанна Филкинс, Патриция Фьюнзалида, Тодд Салливан | Оформление - Деннис Кили — фотография обложки - Эксл Роуз — арт-директор, дизайн - Слэш — арт-директор, дизайн - Кевин Рейган — арт-директор, дизайн - Роберт Джон — внутренние фотографии - Джин Киркленд — внутренние фотографии |